# 浪穹诏
浪穹诏（？～794年），唐朝前期云南的一个部落，六诏之一。在今云南洱源县，位于六诏西北。唐朝设置浪穹州，以浪穹诏王世袭浪穹州刺史。丰时、罗铎、铎罗望、望偏、偏罗俟、俟罗君父子相继为王。铎罗望在父王罗铎死后继位，亦被唐朝封为浪穹州刺史。曾与南诏发生战争，不胜，率部守剑川，改称剑浪诏。俟罗君（《新唐书》称罗君）时，后来南诏击破剑川，虏俟罗君，把他徙置永昌（今云南保山），浪穹诏亡。

## 诏（首领）
| 姓名   |
| ------ |
| 丰时   |
| 罗铎   |
| 铎罗望 |
| 望偏   |
| 偏罗俟 |
| 俟罗君 |

## 延伸阅读
[在维基数据编辑]
 《新唐書/卷222中》，出自《新唐書》